# John Boldt

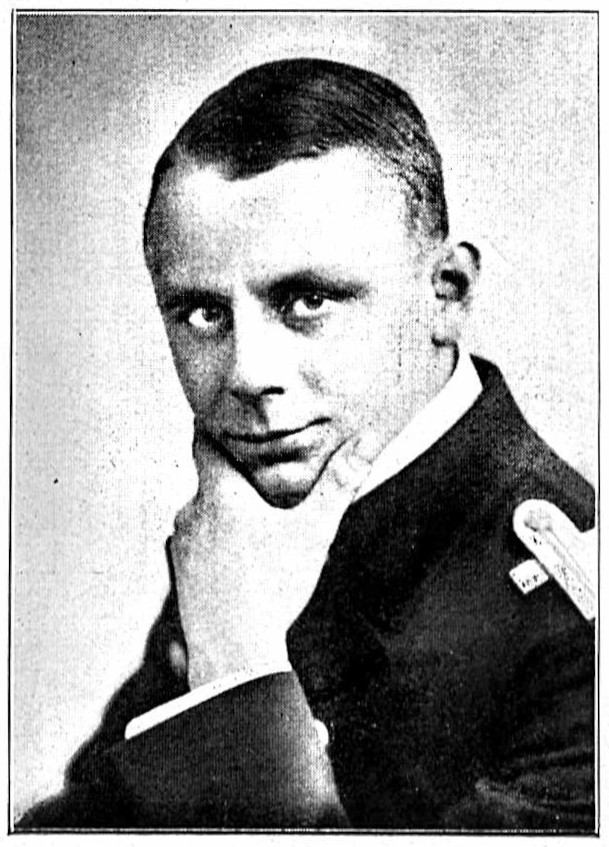
John Boldt als Leutnant zur See (1917)

John Claus Boldt (* 26. Januar 1895 in Danzig; † 26. Februar 1931 in Cali) war ein deutscher Seeoffizier der Kaiserlichen Marine im Ersten Weltkrieg. Als Leutnant zur See und zweiter Wachoffizier war er an Bord des deutschen U-Bootes U 86 an der Versenkung des Lazarettschiffs Llandovery Castle beteiligt. Nach Kriegsende wurde er dafür zusammen mit Ludwig Dithmar im Rahmen der Leipziger Prozesse 1921 als Kriegsverbrecher verurteilt. Nach Flucht bzw. Befreiung aus der Haft setzt er sich nach Südamerika ab, wo er bis zu seinem Tod lebte.

## Leben
John Boldt wurde 1895 in Danzig geboren, wo sein Vater Julius Boldt (1861–1928) Stabs- und Bataillonsarzt im dort stationierten Grenadier-Regiment Nr. 5 war. Seine Mutter Anna Boldt (1872–), geborene Bolten, stammte aus einer Kaufmannsfamilie in Altona. John Boldt besuchte den Gymnasialzweig des Christianeum in Altona, wo er im Schuljahr 1913/14 Oberprimaner war.
Zu Ostern 1914 legte er am Christianeum das Abitur ab und trat im April der Kaiserlichen Marine bei (Crew 1914). Seine Ausbildung als Seekadett  begann auf dem Schulschiff Hansa, die geplante sechste Ausbildungsreise fand jedoch durch den Ausbruch des Ersten Weltkriegs nie statt. Stattdessen wurden die Seekadetten im August 1914 direkt Kampfschiffen zugeteilt. Boldt kam auf das Schlachtschiff Großer Kurfürst, mit dem er 1916 an der Skagerrakschlacht teilnahm. Im Juli 1916 wurde Boldt zum Fähnrich ernannt, im August 1917 erlangte er das Offizierspatent als Leutnant zur See.
1917 wurde Boldt zur U-Bootsinspektion kommandiert, wo er nach weiterer Ausbildung an der U-Boots-Schule als II. Wachoffizier auf U 86 diente. Kommandant war Kapitänleutnant Helmut Patzig, unter dessen Befehl die Besatzung am 27. Juni 1918 die Llandovery Castle torpedierte. Patzig gab später an, die Beleuchtung und Kennzeichnung als Lazarettschiff für die Tarnung eines Munitionstransports gehalten zu haben. Patzig ließ Rettungsboote anhalten und verhörte die Überlebenden. Nachdem sich seine Vermutung zur Tarnung weder durch Verhör noch durch Treibgut bestätigte, befahl er die Bootsbesatzung unter Deck. Nur der Kommandant, die beiden Wachoffiziere Dithmar und Boldt sowie der Oberbootsmann Meißner sollten an Deck bleiben. Mit der Heck-Kanone beschossen sie die Rettungsboote, wohl um Zeugen zu beseitigen. Nur 24 Menschen überlebten die Versenkung und anschließende Beschießung. Patzig fälschte das Seetagebuch und schwor die Besatzung auf Stillschweigen ein. Nach Kriegsende schied Boldt mit dem Charakter eines Oberleutnant zur See aus der Marine aus und wurde Kaufmann.
1921 wurde Boldt zusammen mit Dithmar vor dem Reichsgericht in Leipzig angeklagt, der ebenfalls angeklagte Kommandant Patzig war untergetaucht. Boldt und Dithmar wurden in den Leipziger Prozessen wegen Beihilfe zum Totschlag jeweils zu vier Jahren Haft verurteilt. Im Herbst 1921 wurde Boldt in Hamburg aus der Haft befreit, wohl unter Mithilfe von Gefängnispersonal. Boldt flüchtete nach Holland, von dort nach Ecuador und dann weiter nach Kolumbien. Dort war er als Landwirt und Kaufmann tätig. Im Mai 1928 wurden in einem Wiederaufnahmeverfahren vor dem Reichsgericht Dithmar und Boldt freigesprochen. Boldt kehrte nach Deutschland zurück, aber ging bald darauf wieder nach Kolumbien. Dort nahm er sich 1931 in Cali das Leben.